# Сонячне (Кам'янський район)
Сонячне (рос. Солнечное; рум. Solnecinoe) — селище в Кам'янському районі в Молдові. Входить до складу Кам'янської міської ради.

## Населення
За даними перепису 2004 року в селищі проживало 256 осіб, з яких 66,4% складали українці, 22,3% — молдовани, 10,2% — росіяни, а 1,2% — інші національності.